# Bucimanî
Bucimanî (în ucraineană Бучмани) este o așezare de tip urban din raionul Olevsk, regiunea Jîtomîr, Ucraina. În afara localității principale, nu cuprinde și alte sate.

## Demografie
Componența lingvistică a așezării de tip urban Bucimanî
     Ucraineană (99,28%)
     Alte limbi (0,6%)
Conform recensământului din 2001, majoritatea populației așezării de tip urban Bucimanî era vorbitoare de ucraineană (99,28%), existând în minoritate și vorbitori de alte limbi.